# Амстердамська консерваторія
52°22′33″ пн. ш. 4°54′29″ сх. д. / 52.375833° пн. ш. 4.908056° сх. д.

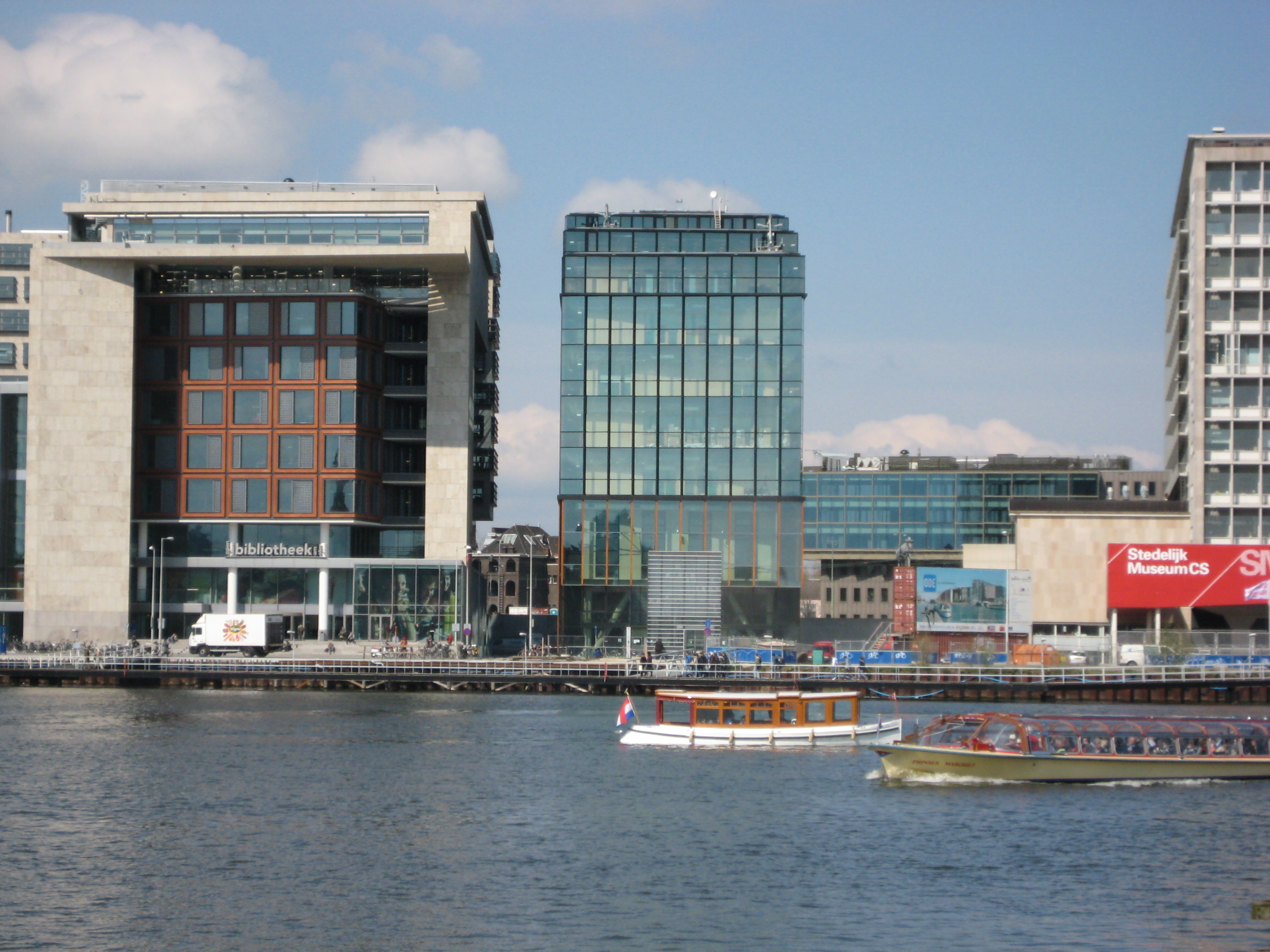
Амстердамська консерваторія (скляна будівля у центрі)

Амстердамська консерваторія (нід. Conservatorium van Amsterdam) — нідерландський вищий музичний навчальний заклад.
Утворена в 1994 році злиттям Консерваторії імені Свелінка і Гілверсумської консерваторії (Консерваторія імені Свелінка, у свою чергу, виникла в результаті об'єднання колишньої Амстердамської консерваторії з Амстердамським і Гарлемським музичними ліцеями) і входить до складу Амстердамської вищої школи мистецтв.